# Voie du compresseur
La voie du compresseur est une voie d'escalade sur le Cerro Torre ouverte en artif' par Cesare Maestri, Carlo Claus et Ezio Alimonta en 1970, réalisée par fair means et déséquipée par Jason Kruk et Hayden Kennedy en 2012 et finalement libérée par David Lama et Peter Ortner (de) en 2012. La première ascension a été faite avec des moyens assez lourds, un compresseur de 180 kg et 400 pitons, un tous les mètres. Kruk et Kennedy ont essayé de ne pas utiliser ces pitons et d'utiliser des moyens légers pour monter. Lama et Ortner ont fait leur ascension sans utiliser d'aide artificielle, juste leurs mains et leurs chaussons. 

## Description

### Avant le déséquipement
Le point de départ est à Nipo Nino à 1 100 m d'altitude. De Nipo Nino, il faut se rendre sur l'épaule pour un camp avancé. Il y a sept longueur de glace pour se rendre sur l'épaule. Ensuite, la difficulté réside dans les premières longueurs de rocher, avec une faille cotée 5.10+ offwidth. Depuis l'épaule, il y 10 longueurs de rocher, 10 longueurs d'artif' dont des longueurs en A0 sur spits, 9 longueurs de mixte et de glace dont la dernière longueur de glace pour le champignon sommital. La cotation globale ED, cotation libre 6a+ avec un 6a obligatoire, engagement V, cotation glace 3+, cotation artif A1+.

### Après le déséquipement
Les longueurs en A0 ont disparu. La difficulté est donc beaucoup plus importante, car on passe de A1+/6a+ obligatoire à A2/5.11(7a) obligatoire. En libre, il y a 28 longueurs dont une longueur clé cotée 7c/8a.

## Historique

### Avant la création de la voie

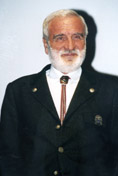
Cesare Maestri

Début 1959, Cesare Maestri va au Cerro Torre avec l'alpiniste autrichien Toni Egger et Cesarino Fava qui les accompagne. Le 28 janvier 1959, après avoir équipé les 300 premiers mètres de la paroi est de cordes fixes, les trois alpinistes quittent leur camp et partent vers le sommet. Cesare Fava, qui n'a pas le niveau technique de ses compagnons, redescend les attendre au pied de la montagne tandis que Cesare Maestri et Toni Egger continuent l'ascension. Ils sont pris par le mauvais temps. À la descente, Toni Egger disparait le 2 février emporté par une avalanche de glace. Cesarino Fava retrouve le lendemain Cesare Maestri gisant, mais vivant, au pied de la paroi. Cesare Maestri racontera l'ascension et expliquera avoir atteint le sommet avec Toni Egger le 31 janvier 1959, profitant d'une couche de glace recouvrant le rocher, en empruntant une voie parcourant la face est puis la face nord. Les photos de l'ascension ont disparu avec Toni Egger. Cette première est saluée en 1961 par Lionel Terray dans son livre Les conquérants de l'inutile comme « la plus grande victoire de toute l'histoire de l'alpinisme ».
Cependant cette première ascension est très largement controversée et n'a certainement jamais eu lieu. Dès la fin des années 1960, les observateurs relèvent des incohérences dans les récits de Cesare Maestri et de Cesare Fava. Entre 1959 et 1961, Cesare Maestri a indiqué successivement trois lignes d'ascension différentes ; les tentatives de répétitions  échouent et leurs auteurs font état dans la partie supérieure de difficultés bien plus grandes que celles décrites par Cesare Maestri ; ils constatent des pentes inclinées de 80° à 90° dans la face nord là où Cesare Maestri parle de pentes de 45° à 60° ; la couche de glace miraculeuse qui aurait facilité l'ascension est en fait friable et doit être déblayée pour parvenir à grimper ; la difficulté de l'ascension parait incompatible avec les techniques d'escalade de la fin des années 1950 ; à l'inverse, les auteurs des tentatives ultérieures trouvent des passages faciles là où Cesare Maestri avait relaté des difficultés extrêmes,. Aucun piton, aucune preuve du passage de Toni Egger et Cesare Maestri n'est trouvé au-delà du dépôt de matériel situé 300 mètres au-dessus du glacier,. Fort de ces éléments, Charlie Buffet conclut en 2006 : « Aujourd'hui, le dernier doute est levé : il ne reste aucune chance que Cesare Maestri et Toni Egger aient pu gravir le Cerro Torre avec vingt ans d'avance sur l'histoire ».

### La création de la voie
Face à la controverse grandissante sur son ascension de 1959, Cesare Maestri décide de retourner au Cerro Torre et de le gravir par une nouvelle voie empruntant cette fois l'arête sud-est ; il choisit d'utiliser une perceuse et un compresseur pour poser ses pitons à expansion. Il tente l'ascension en juin 1970, en plein hiver austral, en compagnie de Carlo Claus, Ezio Alimonta et Pietro Vidi. Mais, malgré leurs efforts, le froid et le mauvais temps ne leur permettent pas de réussir et ils échouent à 450 mètres du sommet.
Cesare Maestri, Carlo Claus et Ezio Alimonta renouvellent leur tentative l'été suivant. Ils retrouvent leur compresseur là où ils l'avaient laissé et poursuivent leur escalade réalisée au moyen d'étriers accrochés sur les pitons fixés dans les trous percés tous les mètres grâce à la perceuse et au compresseur. Le 2 décembre 1970, au terme d'une ascension épuisante, en raison notamment du poids du compresseur (180 kg), ils parviennent à la limite entre le rocher et le champignon de glace sommital. Ils ne montent pas sur le champignon mais Cesare Maestri considère avoir atteint le sommet, il affirmera plus tard : « la montagne s'arrête aux derniers rochers. La calotte va et vient ». 
Dans son livre Cerro Torre La montagne impossible, Reinhold Messner raconte qu'alors que Cesare Maestri s'apprête à descendre, il apprend que des alpinistes espagnols sont sur le point de répéter la voie qu'ils viennent de réussir. Pris d'un accès de fureur, Cesare Maestri arrache alors sur toute la dernière longueur les pitons qu'il avait installés, avant que ses compagnons de cordée ne réussissent à le raisonner.

### La réalisation parfair meanset le déséquipement
En 2012, une controverse, naît du déséquipement de la voie. Jason Kruk et Hayden Kennedy, après avoir réalisé la voie, le 9 janvier, en utilisant 2 ou 5 points, décident de déséquiper la voie. Ils coupent une centaine de pitons.
« Maestri’s actions were a complete atrocity. His use of bolts and heavy machinery was outrageous, even for the time. The Southeast Ridge was attainable by fair means in the 70s, he stole that climb from the future. »
— Jason Kruk et Hayden Kennedy, Rock & Ice.

« L'action de Maestri était une atrocité complète. Son utilisation des spits et de la machinerie lourde était un outrage, même à cette époque. L'arête sud-est était atteignable "by fair means" dans les années 1970. Il a volé cette ascension aux futures générations. »

— Jason Kruk et Hayden Kennedy

### La libération
Plusieurs tentatives ont été faites en libre sur cette voie. En 2007, par exemple, les Américains Zack Smith et Josh Wharton ont réalisé la voie en n'utilisant qu'une vingtaine de points. Le 9 janvier 2012, Jason Kruk et Hayden Kennedy réalisent une ascension en utilisant 2 ou 5 points. La voie a été libérée le 21 janvier 2012, par David Lama assisté de Peter Orner. David Lama a réalisé 3 tentatives avant de réussir en 2012.

#### La tentative de David Lama en 2010

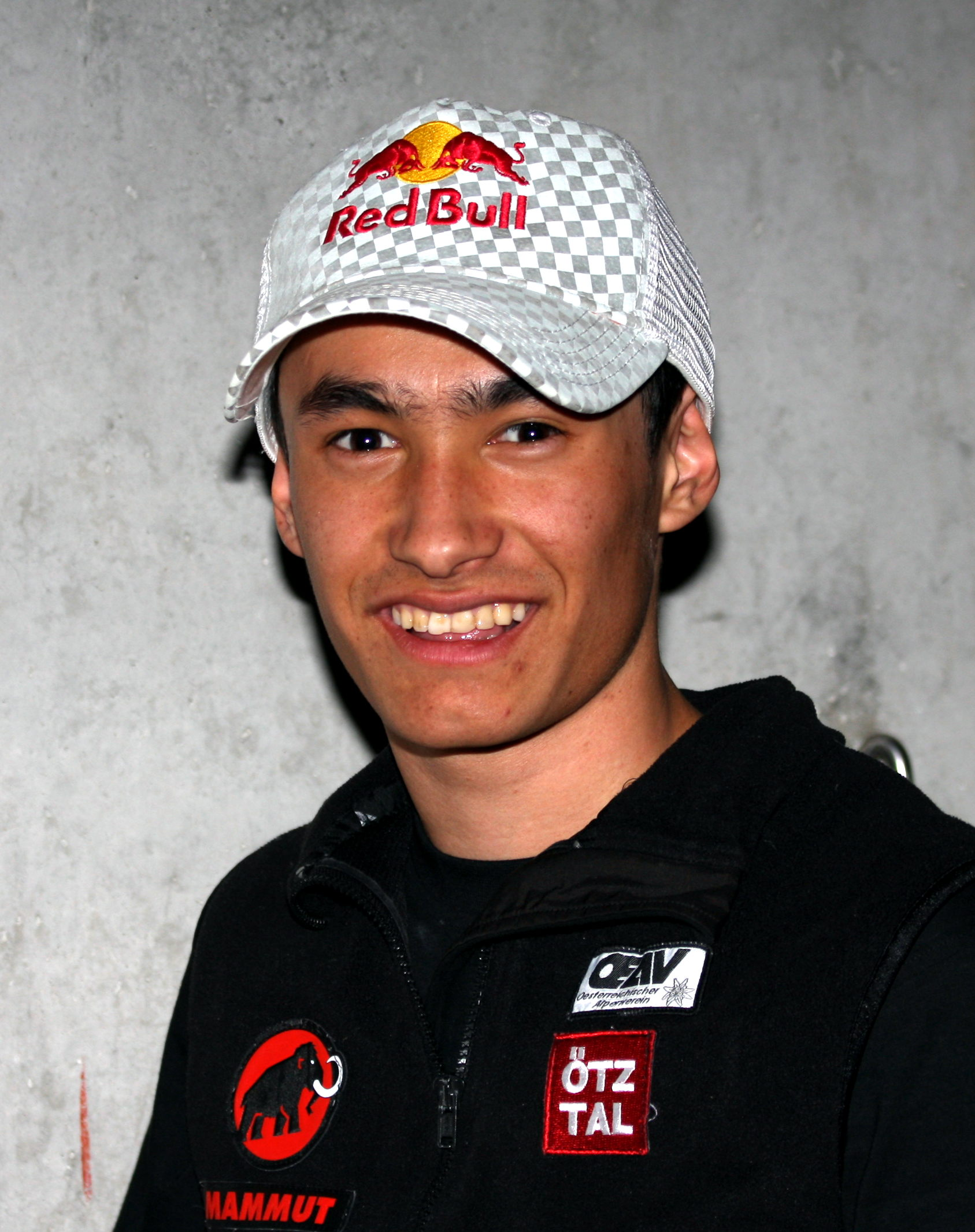
David Lama

La tentative de 2010 est controversée. En effet, David Lama a fait poser par Heli Putz, un guide autrichien, 700 mètres de corde fixe, 30 spits, en plus des 400 existants et a laissé tout ce matériel sans faire de tentative car le temps était trop mauvais. Rolando Garibotti, qui a supprimé certains de ces spits (bolt en anglais) a déclaré, à propos du sponsor de cette expédition : « their fancy fizzy drink is fast becoming the modern Kool-aid. Dont drink it! »

#### La tentative de David Lama en 2011
En 2011, David Lama a déclaré vouloir faire une tentative plus légère. Mais, ensuite, il a déclaré vouloir se faire poser en hélicoptère, descendre en rappel pour rajouter des spits et analyser la face. David Lama ne réussit pas l'ascension cette année là.

#### La tentative de David Lama en 2012
En janvier 2012, David Lama arrive sur place juste après que Jason Kruk et Hayden Kennedy ont déséquipé la voie. David Lama déclarera après son ascension : 
« Early the next morning we climbed to the start of the headwall. The fact that Hayden and Jason had chopped Maestri's bolts a couple of days ago made my endeavour even more challenging, especially mentally as the protection was poor and I had to do long run outs. »
— David Lama
        
« Tôt le matin suivant, nous avons grimpé au pied de la paroi. Le fait que Hayden et Jason aient coupé les spits de Maestri quelques jours avant a rendu ma tentative encore plus exigeante, en particulier mentalement car la protection était médiocre et j'ai dû grimper de longues sections engagées. »
 Mais il réussit l'ascension avec son coéquipier Peter Ortner (de) en 24 heures. 

#### Les récompenses
David Lama reçoit plusieurs récompenses pour cette ascension. Il est nommé adventurer of the year par la revue National Geographic en 2012. Il reçoit le Piolet d'Or 2013.

#### Ascensions féminines
Entre le 23 et le 25 février 2024, Maud Vanpoulle, Fanny Schmutz et Lise Billon ont réussi la première ascension féminine de la voie